# Christ-Roi (Tavannes)

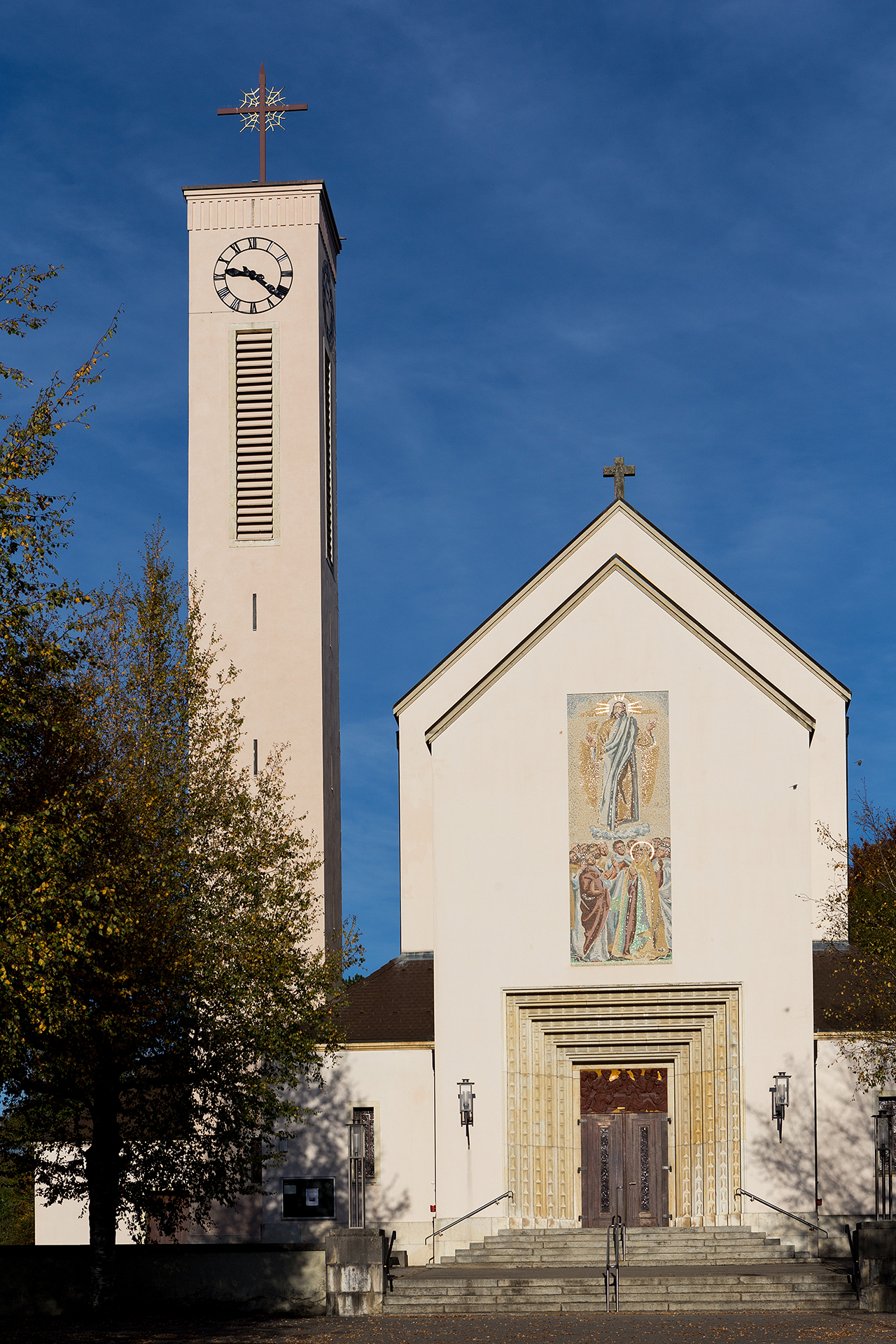
Die Kirche Christ-Roi, Tavannes

Die Kirche Christ-Roi in Tavannes, einer politischen Gemeinde im Kanton Bern, wurde in den Jahren 1928 bis 1930 erbaut. Die 1922 gegründete Pfarrei Tavannes bildet seit 1985 mit Malleray und Tavannes den Pfarreisektor TraMaTa, der kirchlich zum Bistum Basel, staatskirchenrechtlich zur Römisch-katholischen Landeskirche des Kantons Bern gehört. Die Kirche ist als schützenswertes Kulturdenkmal von nationaler Bedeutung im kantonalen Bauinventar unter Nr. 9765 verzeichnet.

## Geschichte
Eine Kirche in Tavannes wurde erstmals 866 in einem Dokument der Besitzbestätigung von König Lothar und der Abtei Moutier-Grandval erwähnt. 1147 gingen das Dorf und seine Kapelle in den Besitz der neu geschaffenen Abtei Bellelay. Nach der Auseinandersetzung mit dem Bischof von Basel Johann von Vienne und der Verbrennung des Dorfes durch die Berner wurde die Kirche 1385 wieder neu aufgebaut. Diese Kirche ist die heutige reformierte Kirche. 1530 wurde Tramelan durch Guillaume Farel reformiert und katholische Familien mussten entweder konvertieren oder in katholische Gemeinden ziehen. Erst Anfang des 20. Jahrhunderts kamen mit der Industrialisierung wieder katholische Familien in das Dorf. Pater Emile Hüsser in Bévilard stellte ab 1903 den katholischen Gottesdienst im Tal allmählich wieder her. Er wurde der erste Pfarrer und feierte im Refektorium der „Tavannes Watch & Co“ Sonntagsmessen in Tavannes. Zu dieser Zeit gab es 300 Katholiken in der Region. 1922 war die Gründung der Pfarrei möglich, dank eines Erlasses der Berner Regierung. 1926 wurde ein Grundstück erworben und 1929 wurde der Grundstein für die Christ-König-Kirche gelegt, die 1928 bis 1930 durch den Genfer Architekt Adolphe Guyonnet erbaut wurde. Die vier Glocken wurden bereits im März geweiht und in den vorher fertiggestellten Turm aufgezogen. Am 26. Oktober 1930 nahm Bischof Joseph Ambühl die Konsekration der neuen Kirche vor. Die Katholikenzahl war im Tal auf 1200 angewachsen.

## Baubeschreibung

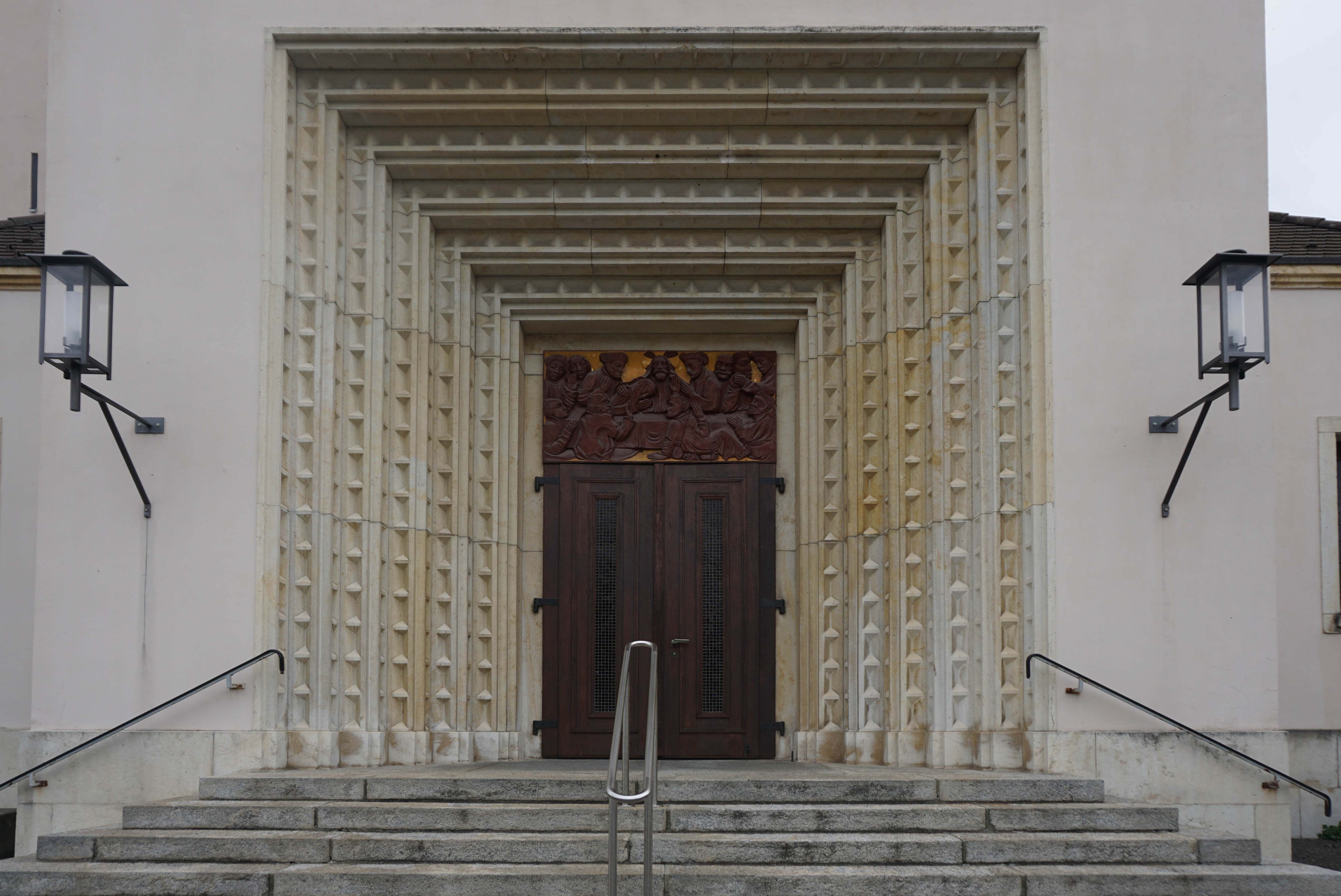
Christ-Roi-Tavannes, Stufenportal

Die Christkönig-Kirche in Tavannes fällt durch ihre in der Gegend ungewöhnliche Grösse und ihre konsequent rechtwinklige Gestaltung auf. Sie steht oberhalb der Strasse nach Tramelan an der Rue du Général Voirol mit der Eingangsfassade zu einem weiten Vorplatz. Die südostseitige Giebelseite ist mit der Eingangshalle tiefer zum Dachfirst angesetzt, während das Satteldach über dem Chor abgewalmt ist. Über dem rechteckigen Stufenportal ist Christi Himmelfahrt als Mosaik von Gino Severini dargestellt. Über dem Portal ist ein Relief mit einer Abendmahlsszene eingefügt. Die beiden niedrigen Seitenschiffe haben Pultdächer die zur Vorhalle abgewinkelt sind. An das linke Seitenschiff ist der schlanke Glockenturm mit der Taufkapelle im Sockelgeschoss fast freistehend angefügt.

### Innenraum und künstlerische Ausstattung
Beim Betreten der Kirche durch den als Windfang dienenden Vorraum, zeigen bereits die Türen mit ihren Beschlägen und Verglasungen, wie auch in der ganzen Ausstattung, die Beeinflussung durch den Art-déco-Stil. Die originale Farbgestaltung und künstlerische Ausstattung ist im Geist der Entstehungszeit erhalten. Das in der Art einer Basilika gestaltete Langhaus mündet in den zweifach eingezogenen Chor, der um und über dem Altar wie das Eingangsportal abgestuft ist. Die Umrahmung ist in blauer Farbe und goldgefassten Profilen gehalten und betont das grosse Wandbild mit der Kreuzigungsszene. Mit jeweils zwei massiven Stützen sind die Hochwände über den Seitenschiffen unterfangen. Die jeweils sechs hohen Fenster im Obergaden und die vier in den Seitengängen bringen mit ihren Ornamentscheiben nicht genügend Tageslicht herein, um auch den Chorraum und die Seitenkapellen zu erhellen.
Das Wandbild der linken Seitenkapelle stellt eine Szene nach der Kreuzabnahme dar, Maria, im Kreis der Freunde, mit dem Leichnam Jesu auf dem Schoss. Die Wände der Seitengänge tragen zwischen den Fenstern grosse Kreuzwegbilder und unter den Fenstern im Obergaden sind Darstellungen von Aposteln und alttestamentlichen Propheten abgebildet. An der kubisch geformten Kanzel ist ein Mosaikbild mit dem Guten Hirten eingefügt. In der Taufkapelle steht ein Taufstein aus schwarzgrünem Marmor als oktogonaler Block. Drei schmale Fenster enthalten Glasmalereien mit der Heiligen Dreifaltigkeit und Schwarzlotmalereien von biblischen Szenen. Über der Eingangspforte ist als Mosaik das Wappen des Bischofs Joseph Ambühl angebracht. Zwei realistische Statuen aus hellem Holz stehen an den vorderen Ecken: Links Maria mit dem Kind und rechts Josef als Zimmermann mit dem Jesusknaben. Die Mittelschiffdecke ist mit Kassettenelementen, mit vergoldeten, christlichen Symbolen gegliedert.

### Beteiligte Künstler
In der Westschweiz versammelte sich 1917 um den Maler Alexandre Cingria eine Künstlergruppe «Saint-Luc et Saint-Maurice», die dem architektonischen Eklektizismus etwas entgegensetzen wollte. Anstoss zur Gründung der gesamtschweizerischen Gesellschaft zur Förderung der zeitgenössischen kirchlichen Kunst «Societas Sancti Lucae» war 1924 eine Ausstellung christlicher Kunst am Katholikentag in Basel. Die Deutschschweizer waren mehr dem «Neuen Bauen» verpflichtet, während die Romands mehr ein lebensfrohes, barockes Ideal pflegten. Die unterschiedlichen Auffassungen führten zu einer Entfremdung und seit dem Tod Alexandre Cingrias 1945 existiert in der Westschweiz die Sankt-Lukas-Gesellschaft nicht mehr.
Folgende Künstler aus der Gruppe «Saint-Luc et Saint-Maurice» waren am Bau und der Ausstattung der Christkönigskirche beteiligt:
- Adolphe Guyonnet (1877–1955), Architekt, (Gebäude, Entwurf der Leuchter)
- Alexandre Cingria (1879–1945), Glasmaler, (Taufkapelle, Seitenschiffe)
- Emilio Maria Beretta (1907–1974), Freskenmaler, Mosaizist, (Reliefs an Hauptaltar, Mosaik an Kanzel)
- Alexandre Blanchet (1882–1961), Maler, (Wandgemälde von Chor und Seitenaltären, Apostel- und Prophetenfiguren im Mittelschiff)
- Théophile Robert (1879–1954), Maler, (Kreuzweg)
- Gino Severini (1883–1966), Maler, Mosaizist, (Fassadenbild «Christi Himmelfahrt»)
- Louis Barillet (1880–1948), Glaskünstler, Mosaizist (Mitarbeit am Fassadenbild)
- François Baud (1889–1960), Skulpteur, («Maria und Josef», Abendmahlsrelief über Hauptportal)
- Roger Ferrier (1901–191977), Skulpteur, (Deckenreliefs)
- Marcel Feuillat (1896–1962), Goldschmied, Emailleur (Tabernakel)

## Orgel
Von der Orgel aus den 1930er Jahren auf der Empore über dem Vorraum ist nur noch die erste Pfeifenreihe als dekoratives Element erhalten. Über die Herkunft der verlorenen Pfeifenorgel ist nichts Genaues bekannt. Sie wurde durch ein elektronisches Instrument ersetzt.